# 김수민 (가수)
김수민(2007년 10월 3일 ~ )은 대한민국의 가수로 걸 그룹 tripleS의 멤버다.